# السعودية في كأس الخليج العربي 1994
تعرضُ هذه المقالة مُشاركة المنتخب السّعُوديّ في كأس الخليج العربي 1994، التي عُقِدَت في الإمارات العربية المتحدة ما بَينَ 3 و16 نوفمبر من سنة 1994.
هذه المرَّة الأولى التي فاز فيها المُنتخب السّعودي بالبُطولة، حَيثُ لَعِبَ 5 مُباريات، فاز بأربعة مِنهُم وتعادل واحِدة.

## المُسابقة

### المجمُوعة
| فريق                     | لعب | فاز | تعادل | خسر | له | عليه | فارق الأهداف | النقاط |
| ------------------------ | --- | --- | ----- | --- | -- | ---- | ------------ | ------ |
| السعودية                 | 5   | 4   | 1     | 0   | 10 | 4    | +6           | 9      |
| الإمارات العربية المتحدة | 5   | 3   | 2     | 0   | 7  | 1    | +6           | 8      |
| البحرين                  | 5   | 1   | 3     | 1   | 5  | 6    | -1           | 5      |
| قطر                      | 5   | 1   | 1     | 3   | 6  | 8    | -2           | 3      |
| الكويت                   | 5   | 1   | 1     | 3   | 2  | 6    | -4           | 3      |
| عمان                     | 5   | 0   | 2     | 3   | 4  | 9    | -5           | 2      |

### المُباريات

#### السعودية ضد عمان
| السعودية              | 1-2 | عمان            |
| --------------------- | --- | --------------- |
| فؤاد أنور · فؤاد أنور |     | الطيب عبد النور |

#### السعودية ضد الإمارات العربية المتحدة
| الإمارات العربية المتحدة | 1-1 | السعودية    |
| ------------------------ | --- | ----------- |
| إسماعيل راشد             |     | سامي الجابر |

#### السعودية ضد البحرين
| السعودية                               | 1-3 | البحرين    |
| -------------------------------------- | --- | ---------- |
| فهد المهلل · سعيد العويران · خالد مسعد |     | مبارك خميس |

#### السعودية ضد قطر
| السعودية              | 1-2 | قطر        |
| --------------------- | --- | ---------- |
| أحمد جميل · فؤاد أنور |     | محمود صوفي |

#### السعودية ضد الكويت
| السعودية               | 0-2 | الكويت |
| ---------------------- | --- | ------ |
| فهد المهلل · فؤاد أنور |     |        |

## مَرَاجِع
1. ↑  "الموقع الدائم لكأس الخليج العربي". مؤرشف من الأصل في 29 ديسمبر 2017. اطلع عليه بتاريخ 4 فبراير 2018.

## وَصَلات خَارِجِيَّة
- المَوقِع الرَّسمي لِلبُطولة بالعربيّة
- RSSSF site